# Луг (Ліський повіт)
Луг (Уг, Вуг, пол. Ług) — неіснуюче село в Польщі, у гміні Тісна Ліського повіту Підкарпатського воєводства. Колишнє село на прадавній етнічній український території.

## Історія
Село лежало на лівому березі річки Ветлина.
Перша згадка в документі за 1552 рік — «Луг» (пол. «łąka») — поселення на волоському праві, яке належало роду Балів.

### Церква
В 1767 р. село мало свою парафіяльну церкву з філіальною церквою в с. Завій. Але парафія була ліквідована австрійською владою в 80-х рр. 18 ст. В 1790 р. село належало вже до парафії в с. Явірець.

Церква Миколая Чудотворця 1864 р., знищена у середині 1940-х.

На місці старої греко-католицької була побудована нова дерев'яна церква Св. Миколая Чудотворця  в 1864 р., філіальна, належала до парафії с. Явірець на відстані 1 км, деканат Балигородський, з 1924 року — деканат Тіснянський. Церква мала дерев'яну дзвіницю, яка була знищена в 1945 р. Церкву було також знищено, від неї залишився фундамент і кам'яні руїни. Прихідський цвинтар теж майже повністю знищений, існує декілька бетонних надгробків і дубовий хрест з датами 988 - 1938 в честь 950-ї річниці хрещення Русі.

### Демографія
На 1785 селу належало 5.89 кв. км земельних угідь. Проживало 100 греко-католиків, 141 римо-католик.[джерело?]
1840 — 190 греко-католиків,
1859 — 175 греко-католиків,
1879 — 179 греко-католиків,
1899 — 278 греко-католиків,
1926 — 370 греко-католиків,
1936 — 226 греко-католиків.
У 1939 р. в селі було 230 жителів (225 українців і 5 євреїв).
Після ІІ Світової Війни в 1946 р. всіх етнічних українців було насильно виселено в СРСР, а окремі родини на Північ Польщі в 1947 р. (Операція «Вісла»).